# Rosnay (Indre)
Rosnay – miejscowość i gmina we Francji, w Regionie Centralnym, w departamencie Indre.
Według danych na rok 2010 gminę zamieszkiwało 578 osób, a gęstość zaludnienia wynosiła 9,8 osoby/km².